# ブルギニョン＝レ＝コンフラン
ブルギニョン＝レ＝コンフラン （Bourguignon-lès-Conflans）は、フランス、ブルゴーニュ＝フランシュ＝コンテ地域圏、オート＝ソーヌ県のコミューン。

## 人口統計
| 1962年 | 1968年 | 1975年 | 1982年 | 1990年 | 1999年 | 2008年 | 2013年 |
| ------ | ------ | ------ | ------ | ------ | ------ | ------ | ------ |
| 114    | 113    | 93     | 95     | 89     | 106    | 123    | 135    |

参照元:1962年から1999年までは複数コミューンに住所登録をする者の重複分を除いたもの。それ以降は当該コミューンの人口統計によるもの。1999年までEHESS/Cassini、2004年以降INSEE。

## 史跡

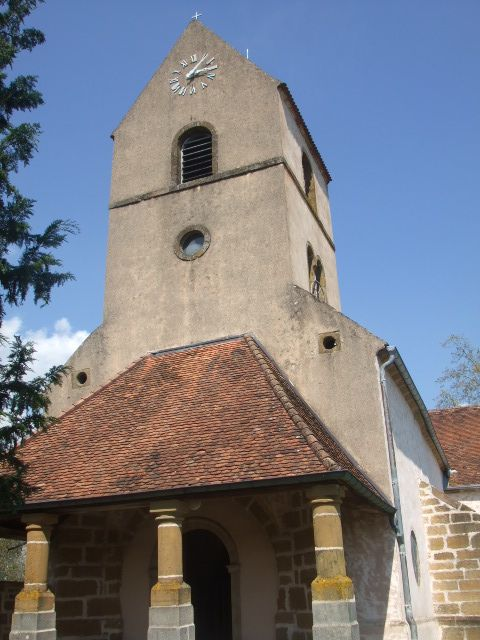
教会と鐘楼
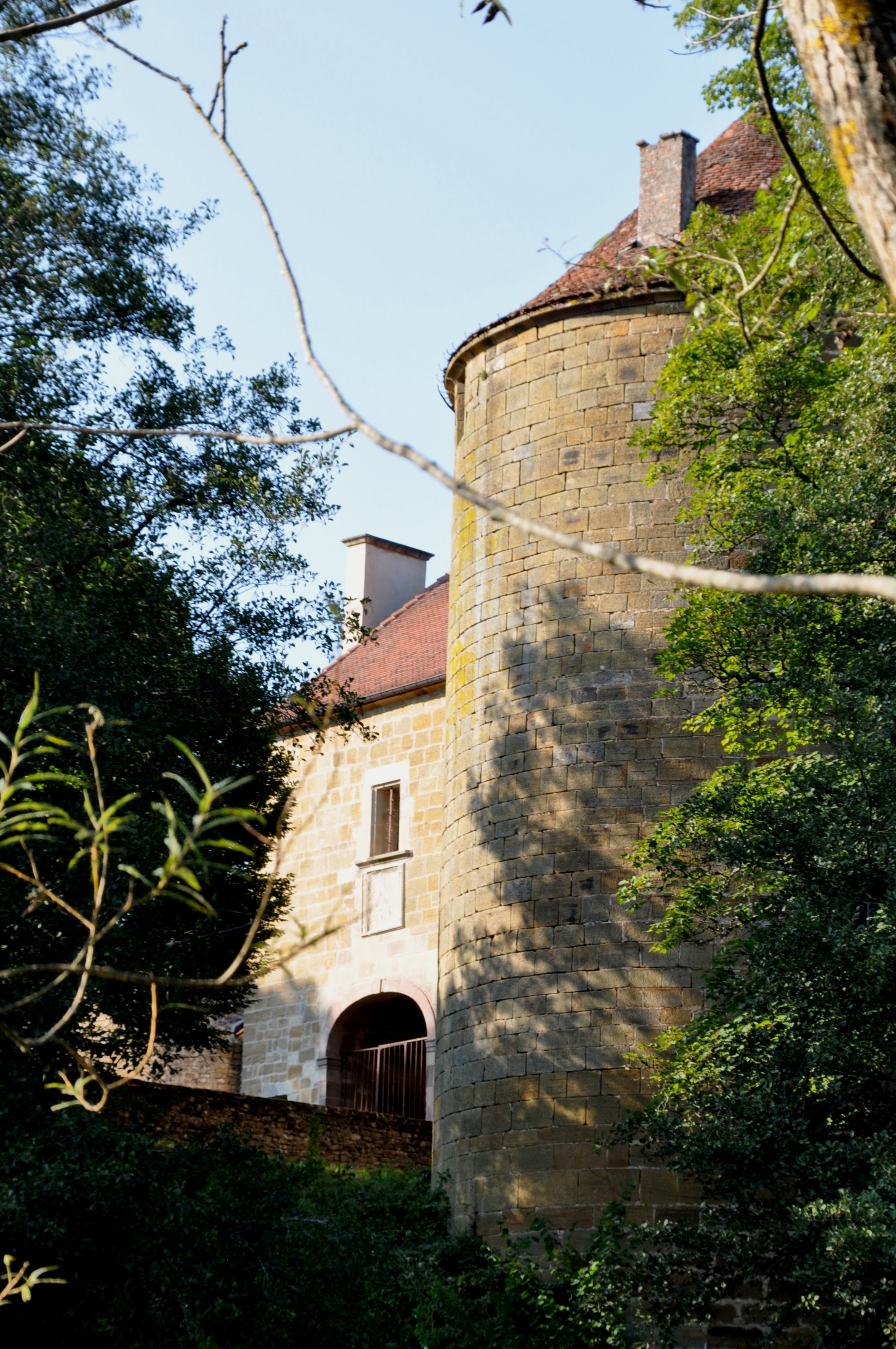
城館
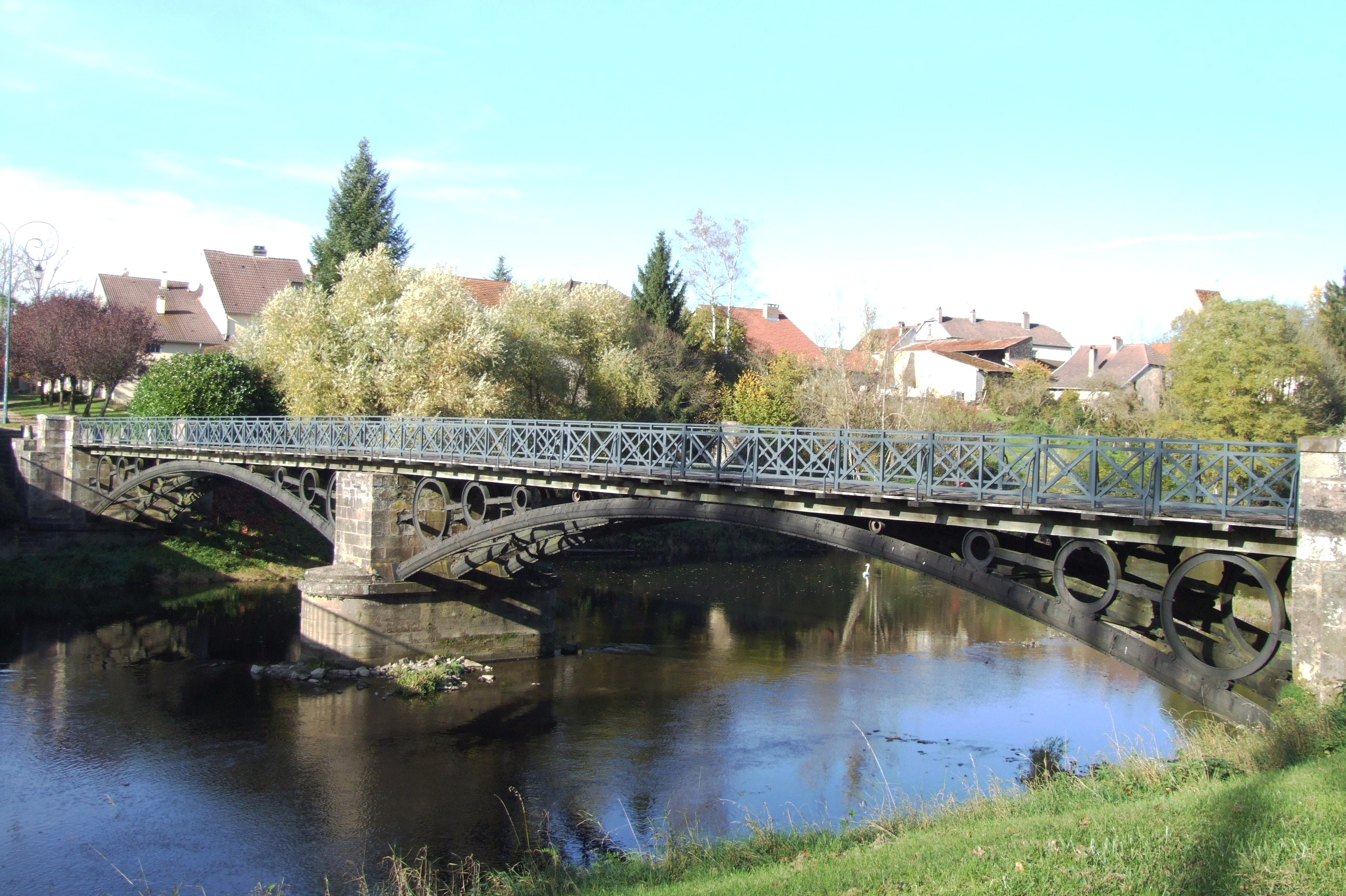
ランテルヌ川に架かる橋

- 教会 - 13世紀から16世紀。角型の鐘楼はガラスのタイルを敷き詰めている。
- ランテルヌ川に架かる橋 - 石の橋脚と鋳鉄のアーチを持つ。アントワーヌ・レミ・ポロンソー（fr）が設計した橋の1つ。